# 대한민국 형법 제37조
대한민국 형법 제37조는 경합범에 대한 형법총칙의 조문이다.

## 조문
제37조(경합범) 판결이 확정되지 아니한 수개의 죄 또는 금고 이상의 형에 처한 판결이 확정된 죄와 그 판결 확정 전에 범한 죄를 경합범으로 한다.

第37條(競合犯) 判決이 確定되지 아니한 數個의 罪 또는 금고 이상의 형에 처한 판결이 확정된 죄와 그 判決確定前에 犯한 罪를 競合犯으로 한다.

## 판례
- 상습성을 갖춘 자가 여러 개의 죄를 반복하여 저지른 경우에는 각 죄를 별죄로 보아 경합범으로 처단할 것이 아니라 그 모두를 포괄하여 상습범이라고 하는 하나의 죄로 처단하는 것이 상습범의 본질 또는 상습범 가중처벌규정의 입법취지에 부합한다[1]
- 경합범 관계에 있는 수개의 범죄사실을 유죄로 인정하여 한 개의 형을 선고한 불가분의 확정판결에서 그중 일부의 범죄사실에 대하여만 재심청구의 이유가 있는 것으로 인정된 경우에는 형식적으로는 1개의 형이 선고된 판결에 대한 것이어서 그 판결 전부에 대하여 재심개시의 결정을 할 수밖에 없지만, 비상구제수단인 재심제도의 본질상 재심사유가 없는 범죄사실에 대하여는 재심개시결정의 효력이 그 부분을 형식적으로 심판의 대상에 포함시키는데 그치므로 재심법원은 그 부분에 대하여는 이를 다시 심리하여 유죄인정을 파기할 수 없고 다만 그 부분에 관하여 새로이 양형을 하여야 하므로 양형을 위하여 필요한 범위에 한하여만 심리를 할 수 있을 뿐이다[2]
- 형법 제37조 전단의 경합범관계에 있는 공소사실 중 유죄부분에 대하여는 피고인이, 무죄부분에 대하여는 검사가 상고하였으나, 피고인과 검사의 상고를 모두 기각하는 경우에 있어서도 상고제기 후의 판결 선고 전의 구금일수는 형사소송법 제482조 제1항 제1호의 '검사가 상고를 제기한 때'에 해당하는 것으로 보아 그 전부를 본형에 산입하여야 한다[3]
- 형법 제314조 제2항의 '컴퓨터 등 장애 업무방해죄'가 성립하기 위해서는 가해행위 결과 정보처리장치가 그 사용목적에 부합하는 기능을 하지 못하거나 사용목적과 다른 기능을 하는 등 정보처리에 장애가 현실적으로 발생하였을 것을 요하나, 정보처리에 장애를 발생하게 하여 업무방해의 결과를 초래할 위험이 발생한 이상, 나아가 업무방해의 결과가 실제로 발생하지 않더라도 위 죄가 성립한다[4]
- 유죄의 확정판결을 받은 사람이 그 후 별개의 후행범죄를 저질렀는데 유죄의 확정판결에 대하여 재심이 개시된 경우, 후행범죄가 재심대상판결에 대한 재심판결 확정 전에 범하여졌다 하더라도 아직 판결을 받지 아니한 후행범죄와 재심판결이 확정된 선행범죄 사이에는 형법 제37조 후단에서 정한 경합범 관계(이하 ‘후단 경합범’이라 한다)가 성립하지 않는다.[5]

## 참고문헌
우인성. (2023). 형법 제37조 후단의 사후적 경합범에 관한 몇가지 쟁점 검토. 인권과 정의,(516), 66-85.

## 같이 보기
- 경합범